# リュウ・エンタープライズ
株式会社リュウ・エンタープライズは、東京都港区に本社を置く番組制作会社。
情報番組を得意分野としている。特に「再現ドラマ」においては、綿密な取材のみならず、演技力のある著名な俳優・タレントを起用してリアリティを与える演出で知られている。
2009年7月、社長の近澤が別資本の会社「ローリング」を設立し、制作部門を当該会社に移管させている。

## 所属スタッフ
- 近澤駿（社長兼任チーフプロデューサー）
- 松野勇二（チーフディレクター）

他

## 主な制作番組

### 日本テレビ系
- ザ!世界仰天ニュース
- Newsリアルタイム
- 奇跡の生還! 九死に一生スペシャル
- 本当にあった日本史サスペンス劇場
- 謎を解け!まさかのミステリー
- うつへの復讐 〜絶望からの復活〜
- 極上の月夜＃12「知られざる荒川静香の世界」
- 鑑識の神様 凶悪事件ファイル 〜痕跡は真実を語る〜
- 24時間テレビ 「愛は地球を救う」
  - パート27「ホームベースまで歩きたい 松井選手がくれた勇気」　
  - パート28「キャッチボールがしたい！松井秀喜と少年の“約束”」
  - パート29「ヤンキース松井選手と少年の“絆”」
- 世界のプリンセス 全部お見せいたしますスペシャル
- WANTED 凶悪犯を追いつめろ！
- スーパーテレビ
  - 「緊急特集！今明かされる北朝鮮拉致26年目の真実」
  - 「妹よ！もう一つの拉致事件　引き裂かれた家族の戦い」主演：松方弘樹、古手川祐子
  - 特別版「大事件スペシャル〜衝撃犯罪と重大事件その謎とミステリー」
  - 特別版「よど号122時間の真実」出演：仲村トオル、根津甚八、石橋蓮司、釈由美子ほか
- スーパースペシャル　紳助の謎解き新企画2
  - 「実在したミステリー・・・貴方はこのトリックが暴けるか？」
- 推理バラエティ！ 7人の刑事が謎を解く実在したミステリー
- ズームイン!!SUPER
- 大家族スペシャル 〜平成の頑固親父VS7人の娘たち〜
- スーパーテレビ特別版 〜実録！奇跡の逆転劇〜
- スーパーテレビ特別版 〜世紀のスクープ写真〜
- スポーツうるぐす 〜中島プロの車イスゴルフ〜
- スーパーテレビ特別版 〜スター誕生物語〜

### テレビ東京系
- 経済ドキュメンタリードラマ ルビコンの決断
- 池上彰の20世紀を見に行く（BSジャパン）
- 14歳

## グループ会社
- ローリング
- RYUHON Co.ltd（株式会社リュウホン：1988年設立の母体会社。消滅済み。）
- RYUHON-be Inc（株式会社リュウホン・ビーイー：企業イベントやSPの企画制作。2016年3月に倒産）
- R-staff Inc（有限会社アールスタッフ：会計・財務処理要員の派遣）